# Anti-arte
Anti-arte è qualsiasi opera che può essere esposta in un contesto "tradizionale" ma che di fatto denigra l'arte stessa o ne stravolge la natura. Il termine è da attribuirsi all'artista franco-americano Marcel Duchamp, il cui lavoro Fountain - un urinale - fu il primo esempio del genere. 
Con la sua opera, Duchamp metteva in discussione la funzione stessa dell'arte e dell'artista in un momento storico in cui restava poco spazio di azione per l'artista nella società. Si trattava, quindi, di un intervento provocatorio, che mirava a far riflettere sulla capacità del gesto artistico di nobilitare anche la realtà comune più bassa e volgare. L'artista, per il fatto stesso di essere tale, propone agli spettatori oggetti banali, come una ruota di bicicletta o un urinale, e li fa diventare opera d'arte.
Queste riflessioni hanno poi portato ad una reinterpretazione globale della figura dell'artista, che è sfociata in una valorizzazione del gesto artistico più che dell'oggetto artistico in sé.
L'opera  di Duchamp ha a che fare col movimento Dada; si noti però che mentre quest'ultimo fu di per sé limitato all'Europa occidentale del primo '900, l'anti-arte ebbe maggiore diffusione. Esempi di anti-arte si hanno, infatti, fino ai giorni nostri: da Duchamp in poi, diversi movimenti artistici sperimentano l'anti-arte.

## Galleria d'immagini

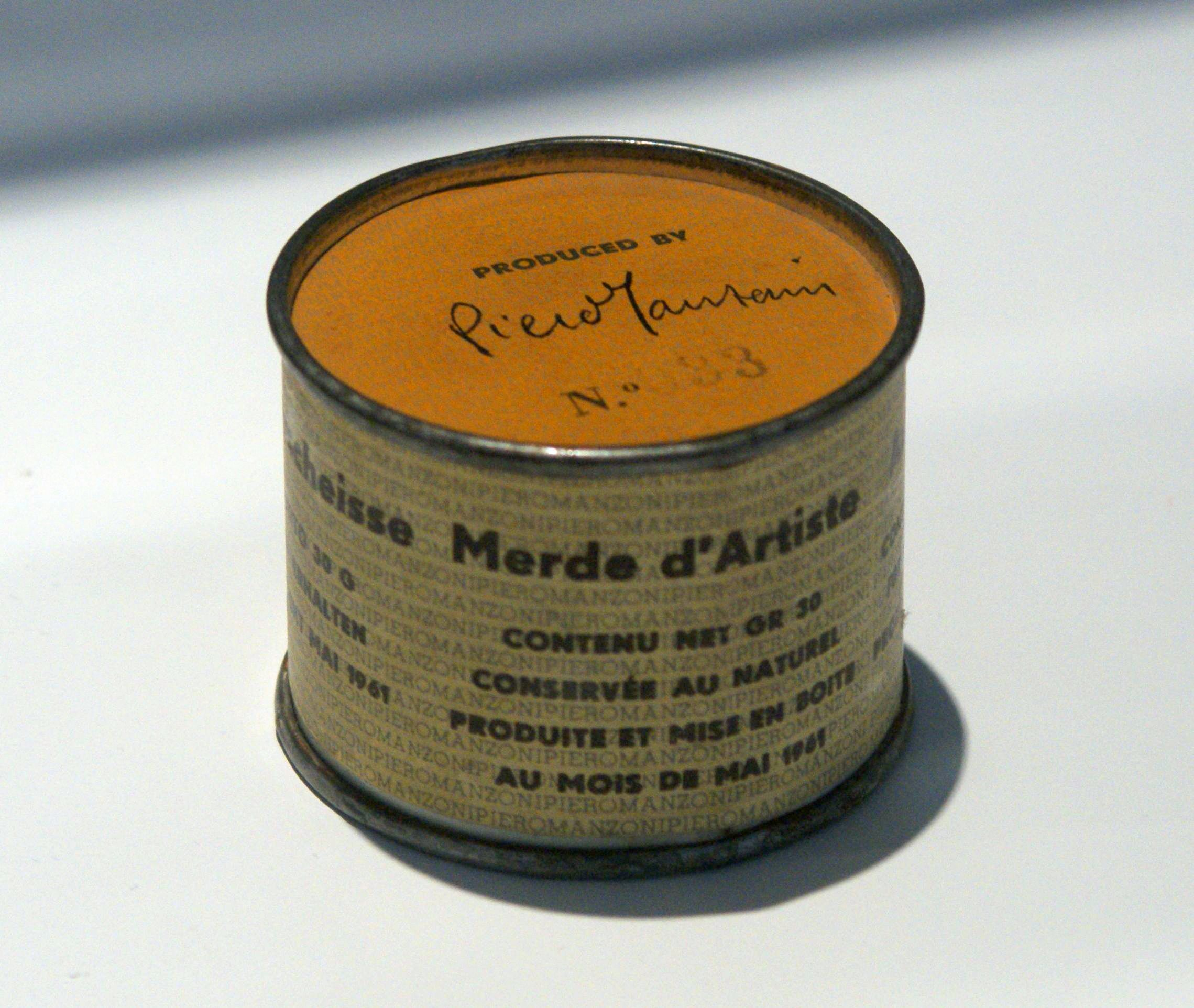
Merda d'artista è un'opera d'arte del 1961 dell'artista italiano Piero Manzoni, composta da 90 barattoli di latta, ciascuno riempito con 30 grammi (1,1 once) di feci.
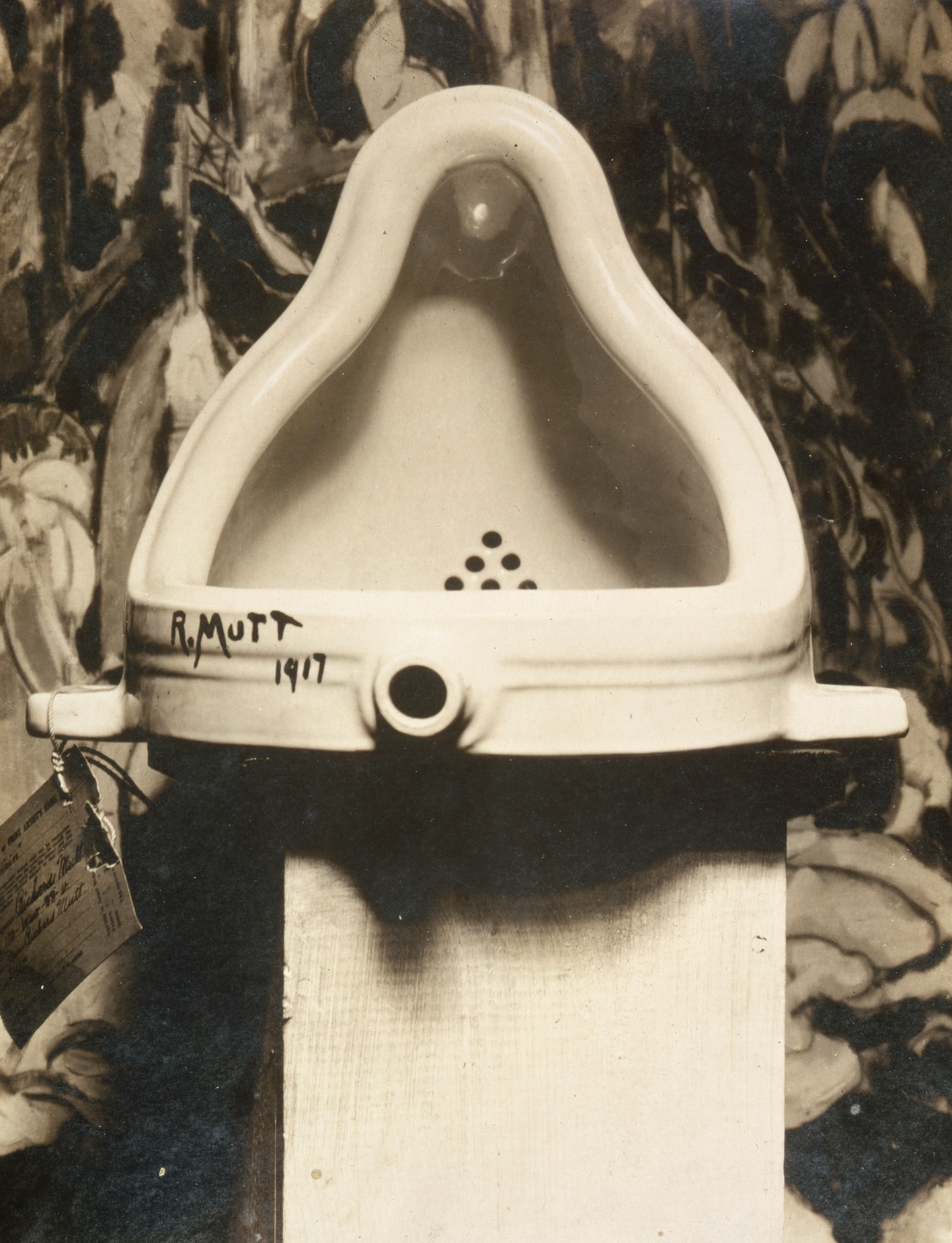
Marcel Duchamp, Fontana, 1917. Fotografia di Alfred Stieglitz.
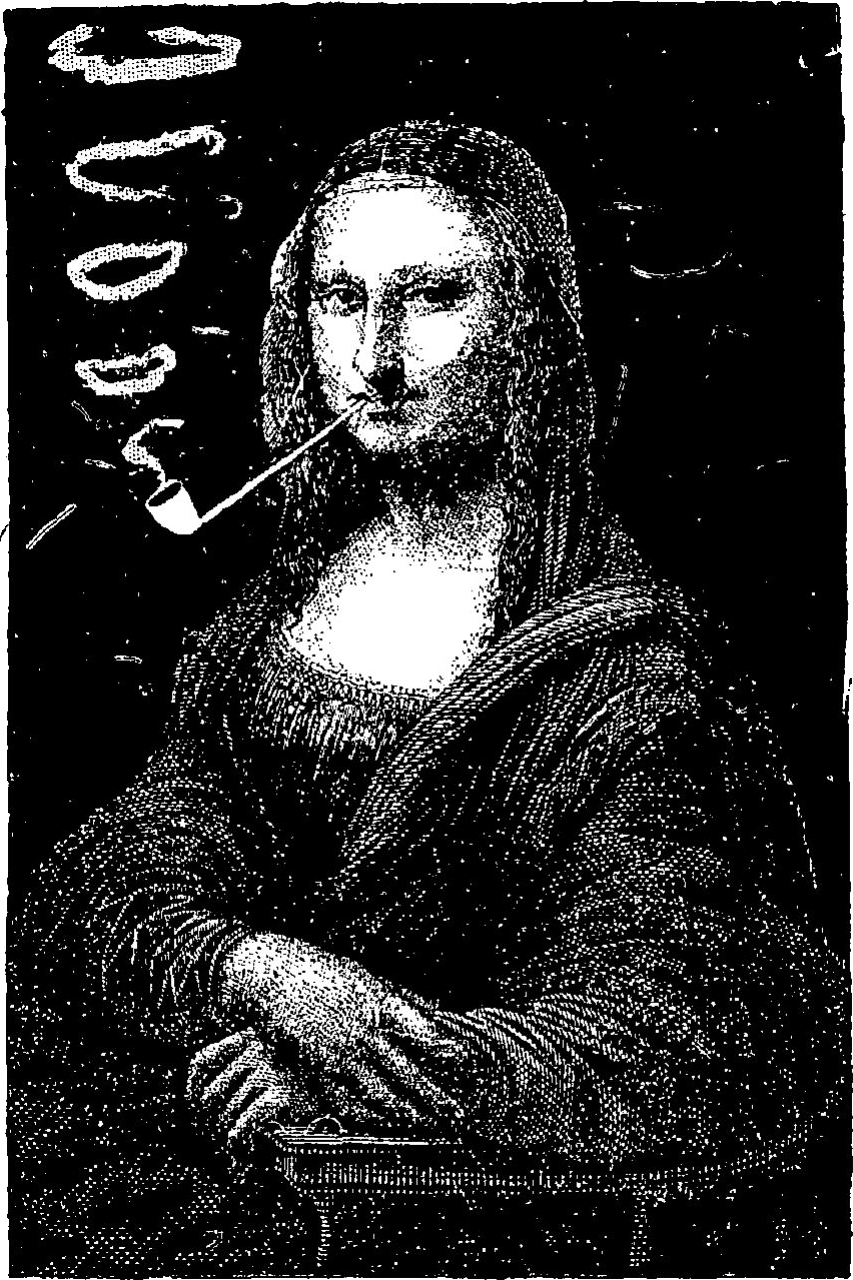
Illustrazione di Le rire (1887). Mostrato per la prima volta nel 1883 in una mostra "Incohérents" di Arthur Sapeck (Eugène Bataille).